# Calathusa octogesima
Calathusa octogesima är en fjärilsart som beskrevs av Turner 1902. Calathusa octogesima ingår i släktet Calathusa och familjen trågspinnare. Inga underarter finns listade i Catalogue of Life.